# Antonio Fiorentino della Cava

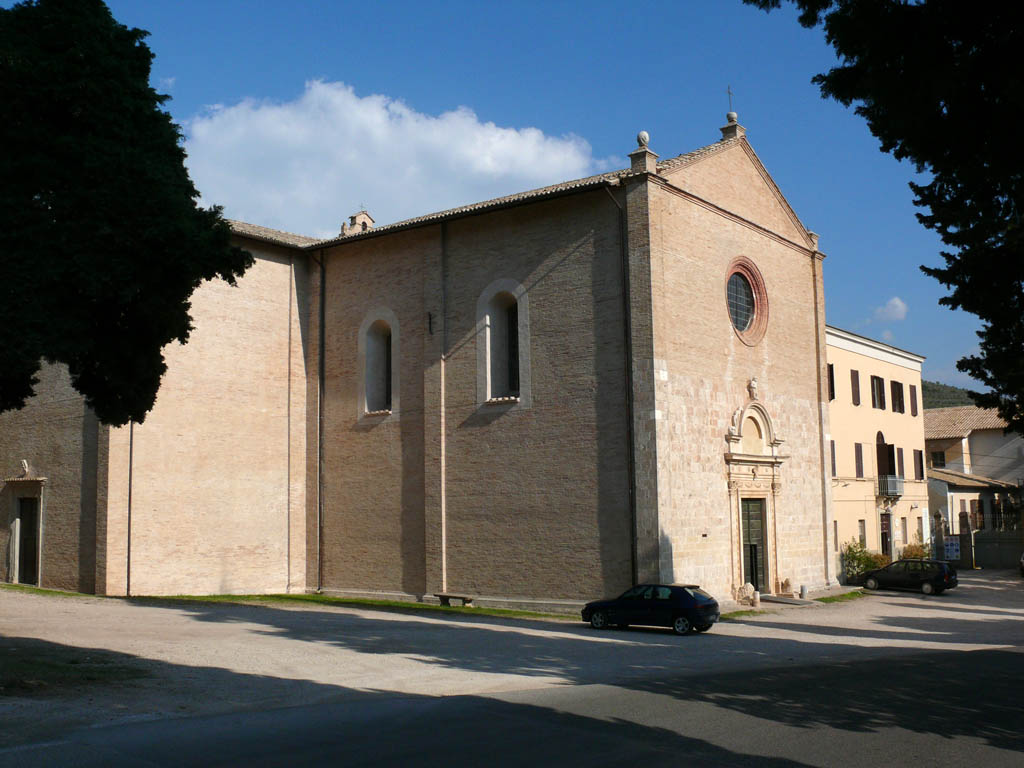
Chiesa di Santa Maria delle Lacrime, Trevi

Antonio Fiorentino della Cava, pseudonimo di Antonio Marchesi da Settignano (Settignano, 17 maggio 1451 – Firenze, 1º settembre 1522), è stato un architetto e ingegnere italiano, attivo principalmente nel napoletano.

## Biografia
Di origini fiorentine, come attestato dalla citazione di Pietro Summonte in una lettera del 1524, era figlio del Maestro muratore settignanese Giorgio di Francesco, detto anche lui Fiorentino. Insieme ai fratelli Checco e Giuliano fu partecipe ai lavori eseguiti dal padre. Nel 1480 è documentato insieme al padre presso la Rocca di Imola su commissione di Girolamo Riario. Sempre ad Imola lavorò come ingegnere militare alla fortificazione della Cittadella e nel 1482 edificò, con il fratello Checco, la rocca di Piancaldoli e a Imola la porta del Piolo. Sia la rocca che la porta furono progettate dal Menghi. Lavori di carattere militare furono eseguiti anche sulle rocche di Dozza e di Bagnara. Ad Imola, il Fiorentino della Cava si interessò anche di edilizia civile a carattere non militare: testimonianze del suo operato si riscontrano nei palazzi Della Volpe, Machirelli e Calderini.
A Firenze, nel 1487, fu il progettista del Convento di San Giusto alle mura, come attesta Giorgio Vasari. Alcuni documenti coevi all'attività fiorentina, la cui attribuzione è ancora incerta, lo attestano a Roma. A Trevi, nel 1487, progettò la Chiesa della Madonna delle Lacrime; il collaboratore al progetto fu un certo Francesco da Pietrasanta, mastro lapicida. Nel 1488 fu a Spoleto per la Chiesa di Santa Maria del Massaccio. Contemporaneamente, insieme a Francesco da Pietrasanta, progettò ed edificò la rocca di Cascia.
Come rilevato dal Summonte nella sua lettera, fece parte di quella folta schiera di artisti e tecnici che arrivarono nella capitale del Regno di Napoli dopo i mutati assetti geopolitici generati dalla Pace di Lodi. L'alleanza che nacque tra la corte medicea di Lorenzo il Magnifico e la corte aragonese e del duca di Calabria Alfonso II comportò un notevole scambio culturale tra Firenze e Napoli trasformando quest'ultima nella capitale mediterranea del Rinascimento. Infatti nel 1489 fu a Gaeta per il consolidamento e la trasformazione della fortezza e nel 1490 compì un viaggio, insieme al Duca di Calabria, per ridefinire le strutture difensive costiere. Nel medesimo anno edificò, per conto degli aragonesi, la Rocca di Cittareale. Nel 1491 fu nominato ingegnere reale, stabilendosi a Napoli presso la corte aragonese. Il rapporto con gli Aragonesi fu duraturo e felice anche negli anni successivi la sua partenza dal Regno. Nel 1494 fu artefice di una spedizione, su incarico di Alfonso II di Napoli, contro la fortezza di Ostia e alla fine dello stesso anno sostituì Baccio Pontelli all'edificazione del Castello di Reggio Calabria. Nel 1495, insieme a Francesco di Giorgio Martini, fece brillare la mina sotto il Castel Nuovo; questa operazione militare salvò le sorti del Regno, furono cacciati i Francesi di Carlo VIII. Dopo la partenza di Francesco di Giorgio fu nominato direttore delle regie opere, dopo la nomina a direttore dei cantieri regi ebbe anche un feudo mentre a Firenze poté edificare una casa propria e a Settignano fu proprietario di tre abitazioni, un frantoio e un podere. Alla fine del XV secolo diresse i lavori della cinta bastionata di Castel Nuovo e della murazione urbana. Dal 1501 al 1514 fu il direttore dei lavori del Convento di Santa Caterina a Formiello, opera eretta su progetto di Francesco di Giorgio Martini e diretta dal Nostro e da Romolo Balsimelli.
Dalla vicenda del Monastero di Santa Caterina è nato il disguido storiografico nell'attribuzione delle opere del Marchesi ad un certo capomastro di Cava de' Tirreni che si chiamava Fiorentino. Diffusore di questa errata attribuzione è da accreditare a Bernardo de Dominici, successivamente ripresa da Francesco Milizia. Dalla lettera del Summonte si parla anche di un intervento presso la villa di Poggioreale. Nel 1506 si rese autore degli apparati effimeri per l'ingresso in città di Ferdinando il Cattolico.
Nel 1517, insieme ad altri esperti di opere militari, fece parte della commissione giudicatrice voluta dal papa Leone X per esaminare il disegno di un baluardo progettato da Antonio da Sangallo il Giovane per la città di Civitavecchia. Nel 1518 ritornò in Toscana come ispettore delle fortezze. Per breve tempo del successivo anno ritornò a Napoli per il baluardo del parco e nel medesimo anno ritornò in patria lavorando alle fortezze di Pisa e Livorno, quest'ultima con Baccio Bigio e Andrea da Fiesole. Nel 1520 ritornò un'ultima volta a Napoli per i cantieri del Castel Nuovo. Morì in Toscana nel 1522.